# Домжале (община)
Община Домжале (словен. Občina Domžale) — одна з общин в центральній Словенії. Адміністративним центром є місто Домжале.

## Населення
У 2011 році в общині проживало 34195 осіб, 16876 чоловіків і 17319 жінок. Чисельність економічно активного населення (за місцем проживання), 14505 осіб. Середня щомісячна чиста заробітна плата одного працівника (EUR), 944,38 (в середньому по Словенії 987.39). Приблизно кожен другий житель у громаді має автомобіль (53 автомобілі на 100 жителів). Середній вік жителів склав 39,5 роки (в середньому по Словенії 41.8). 